# 마이클 섕크스
마이클 섕크스(Michael Shanks, 1970년 12월 15일 ~ )는 캐나다의 배우이다.

## 출연 작품
- 13 이어리 (2013)
- 엘리시움 (2013)
- 패스터스 와이프 (2011)
- 택티컬 포스 (2011)
- 페이스 블라인드 (2011)
- 레드 라이딩 후드 (2011)
- 블리자드 (2010)
- 그랜드 캐년의 잃어버린 보물 (2008)
- 스타게이트 - 컨티넘 (2008)
- 스타게이트 - 진실의 상자 (2008)
- 메가 스네이크 (2007)
- 스웜드 (2005)
- 도어 투 도어 (2002)
- 서든리 네이키드 (2001)
- 안드로메다 (2000)
- 화성 탈출 AD 2017 (1999)
- 와일드 울프 (1997)

### 텔레비전
- 스타게이트 SG-1 (1997-2007)
- 제3의 눈 (1998, 2000)
- 번 노티스 (2008)
- 세이빙 호프 (2012-17)